# 與那國島
與那國島（日语：／ Yonaguni-jima */?，琉球語：／ 或琉球語：／ ），是日本最西端的島嶼，行政區劃定屬於沖繩縣八重山郡與那國町。位於琉球列島八重山群島最西端。截至2025年5月，島上的人口為1655人。距離台灣宜蘭縣蘇澳鎮烏岩角僅108公里，能見度極佳時可從蘇澳的舊蘇花公路看到與那國島島影，也是距離台灣本島最近的沖縄列島，在天氣晴朗時可從該島最西端的西崎看到台灣的山脈。
關於島名的來源有多種說法，但其中最為有力的說法是起源於廣泛分佈於沖繩各地的黃槿樹（ユウナ）。在與那國語中詞首的y濁化為d，因此黃槿在與那國島上叫做，而該島也因黃槿叢生而叫做。
1985年在與那國島周圍的海底發現了大型的切割過的石塊建築遺跡，該島也因此遺跡而聞名。與那國島近來也以日劇《小孤島大醫生》（Dr.コトー診療所）的拍攝地聞名，片中的虛構島嶼「志木那島」就以與那國島為背景進行拍攝。

## 歷史

### 古代、琉球國、薩摩藩時期
傳說時代，根據連橫《台灣通史》和伊能嘉矩《台灣文化志》，相傳有一支台灣島上的原住民「長耳國」，曾經攻打與那國島掠人，與那國島的住民為了對抗長耳國人，製造了一隻巨大的鞋子（疑為戰艦的隱喻），投入到大海中，嚇得長耳國人逃跑。
在14世紀時島上已與沖繩本島有貿易往來，1510年，琉球國尚真王在位期間被納入琉球王國版圖之內。
在1609年的慶長琉球之役後，琉球國成為日本薩摩藩的附庸國。在薩摩藩的治理下，與那國島必須繳交苛重的年貢（人頭稅）。為了減輕年貢，與那國島上有一些傳說習俗，由於沒有確切證據，真實性不得而知。但是現在還是可以看到與這些傳說中的風俗有關的遺跡：
- 久部良割：位在久部良地區，是砂岩中間的一個長約15米、寬約1至3.5米、深約7米的縫隙，現在因為土石堆積，深僅剩5米。傳說過去會召集島上孕婦，令其跳過久部良割，只有跳過而活著的人才能安全產子。[7]
- 人舛田：位於島中央部份，是個佔地約100公畝的田。傳說過去島上15至50歲的男性村民會被緊急集合到人舛田裡，不能在限定時間內進入田裡的人（通常是行動不便者）會被殺害。[8][9]

### 大日本帝國沖繩縣時期
1879年，由於日本的廢藩置縣政策，琉球國實質滅亡，與那國島改屬沖繩縣。1914年，成立「與那國村」。
在台灣日治時期，與那國島與臺灣曾經屬於同一個生活圈。島民會搭船來到臺灣工作，並將賺到的工資寄回家裡，臺灣紙幣也因此在島內流通，與那國島也曾與臺灣使用相同的標準時間（西部標準時）。

### 美國統治琉球時期
二次戰後的1945年至1972年期間的美國統治琉球時期為美國所統治，直到沖繩政權移交才再度由日本治理。此時期與臺灣之間的關係轉為走私貿易，全盛期人口一度達到12000人，當中400人為臺灣移民。1948年，從與那國村升格為「與那國町」。
但在美軍開始嚴格取締走私後，由於與臺灣之間的交流斷絕，島內經濟下滑，人口也開始大量外流。1950年以後，以每年最大500人的速度不斷減少人口，1972年回歸日本治理時，人口僅剩約2600人。

### 回歸日本、現代
1982年，與臺灣花蓮市締結為姊妹都市。1985年，與那國島海底地形被發現。
日本防衛省在2009年即開始規劃在島上派駐日本陸上自衛隊，同時建造一個配備雷達和偵蒐裝置的沿海監測預警站，用以24小時全天候蒐集東海一帶的情報，並監察區內的飛機及船隻，相關設施及與那國沿岸監視隊於2016年完成編組，2014年正式開始興建與那國駐屯基地，基地於2016年啟用，現約有150自衛隊員進駐與那國島。由於自衛隊隊員與其家眷的進駐，人口增加至1726人。
2018年日本原子能管制委員會分別在與那國島及對馬島設立了輻射監測站，以檢測台灣及韓國的核電廠事故。

## 地理

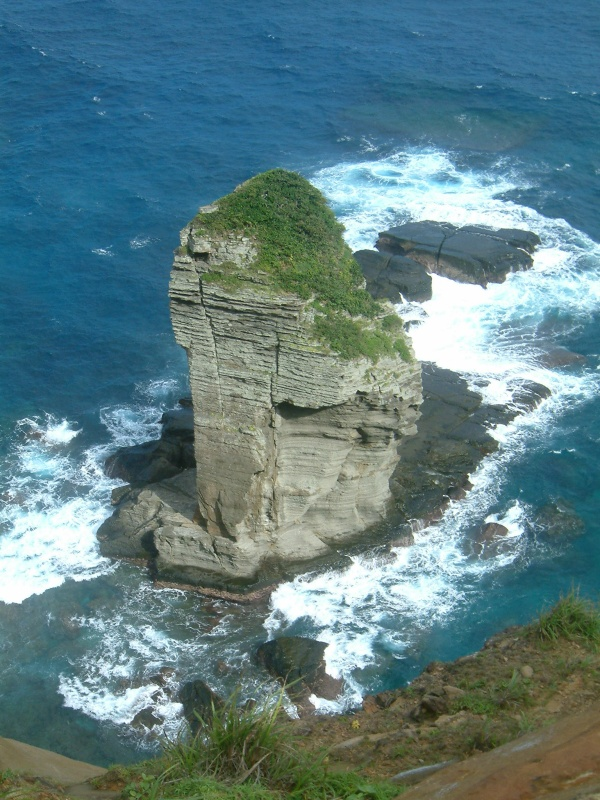
立神岩

與那國島的面積約28.88平方公里，海岸線全長約28公里，人口約1745人，年平均氣溫23.9℃，年降雨量約3000mm；由於島上全年吹著強勁的南風，使南部海岸侵蝕較為明顯，多為懸崖絕壁。西邊之西崎為日本最西端之岬，立有一「日本國－最西端之地－與那國島」之地碑，岬上也建有西埼燈塔。此外，東邊之岬則被稱為東崎。
主要有三個村落，分別為位於北部的祖內、西部的久部良、南部的比川，町公所設於祖內。
|  |  |

### 氣候
- 屬熱帶雨林氣候
- 最冷月平均氣温18.5℃（1月）
- 乾燥限界612mm＜年平均降水量2323mm
- 最少雨月降水量125.3mm（7月）

| 與那國島（平均數據1991-2020年，極端數據1956-2022年更新中） | 與那國島（平均數據1991-2020年，極端數據1956-2022年更新中） | 與那國島（平均數據1991-2020年，極端數據1956-2022年更新中） | 與那國島（平均數據1991-2020年，極端數據1956-2022年更新中） | 與那國島（平均數據1991-2020年，極端數據1956-2022年更新中） | 與那國島（平均數據1991-2020年，極端數據1956-2022年更新中） | 與那國島（平均數據1991-2020年，極端數據1956-2022年更新中） | 與那國島（平均數據1991-2020年，極端數據1956-2022年更新中） | 與那國島（平均數據1991-2020年，極端數據1956-2022年更新中） | 與那國島（平均數據1991-2020年，極端數據1956-2022年更新中） | 與那國島（平均數據1991-2020年，極端數據1956-2022年更新中） | 與那國島（平均數據1991-2020年，極端數據1956-2022年更新中） | 與那國島（平均數據1991-2020年，極端數據1956-2022年更新中） | 與那國島（平均數據1991-2020年，極端數據1956-2022年更新中） |
| 月份                                                       | 1月                                                        | 2月                                                        | 3月                                                        | 4月                                                        | 5月                                                        | 6月                                                        | 7月                                                        | 8月                                                        | 9月                                                        | 10月                                                       | 11月                                                       | 12月                                                       | 全年                                                       |
| ---------------------------------------------------------- | ---------------------------------------------------------- | ---------------------------------------------------------- | ---------------------------------------------------------- | ---------------------------------------------------------- | ---------------------------------------------------------- | ---------------------------------------------------------- | ---------------------------------------------------------- | ---------------------------------------------------------- | ---------------------------------------------------------- | ---------------------------------------------------------- | ---------------------------------------------------------- | ---------------------------------------------------------- | ---------------------------------------------------------- |
| 历史最高温 °C（°F）                                        | 27.5 (81.5)                                                | 27.7 (81.9)                                                | 29.0 (84.2)                                                | 30.4 (86.7)                                                | 33.1 (91.6)                                                | 34.2 (93.6)                                                | 35.5 (95.9)                                                | 34.6 (94.3)                                                | 34.4 (93.9)                                                | 33.9 (93.0)                                                | 30.2 (86.4)                                                | 28.0 (82.4)                                                | 35.5 (95.9)                                                |
| 平均高温 °C（°F）                                          | 20.7 (69.3)                                                | 21.3 (70.3)                                                | 23.0 (73.4)                                                | 25.5 (77.9)                                                | 28.0 (82.4)                                                | 30.3 (86.5)                                                | 31.7 (89.1)                                                | 31.4 (88.5)                                                | 30.0 (86.0)                                                | 27.8 (82.0)                                                | 25.3 (77.5)                                                | 22.2 (72.0)                                                | 26.4 (79.5)                                                |
| 日均气温 °C（°F）                                          | 18.5 (65.3)                                                | 19.0 (66.2)                                                | 20.5 (68.9)                                                | 23.0 (73.4)                                                | 25.4 (77.7)                                                | 27.9 (82.2)                                                | 28.9 (84.0)                                                | 28.7 (83.7)                                                | 27.5 (81.5)                                                | 25.4 (77.7)                                                | 23.1 (73.6)                                                | 20.1 (68.2)                                                | 24.0 (75.2)                                                |
| 平均低温 °C（°F）                                          | 16.6 (61.9)                                                | 17.0 (62.6)                                                | 18.3 (64.9)                                                | 20.9 (69.6)                                                | 23.4 (74.1)                                                | 26.0 (78.8)                                                | 26.8 (80.2)                                                | 26.4 (79.5)                                                | 25.3 (77.5)                                                | 23.6 (74.5)                                                | 21.3 (70.3)                                                | 18.2 (64.8)                                                | 22.0 (71.6)                                                |
| 历史最低温 °C（°F）                                        | 7.7 (45.9)                                                 | 8.4 (47.1)                                                 | 9.0 (48.2)                                                 | 12.1 (53.8)                                                | 15.0 (59.0)                                                | 17.6 (63.7)                                                | 21.9 (71.4)                                                | 21.7 (71.1)                                                | 18.2 (64.8)                                                | 16.2 (61.2)                                                | 11.4 (52.5)                                                | 9.1 (48.4)                                                 | 7.7 (45.9)                                                 |
| 平均降雨量 mm（）                                          | 187.2 (7.37)                                               | 163.6 (6.44)                                               | 163.7 (6.44)                                               | 153.0 (6.02)                                               | 207.3 (8.16)                                               | 162.3 (6.39)                                               | 125.3 (4.93)                                               | 213.0 (8.39)                                               | 285.7 (11.25)                                              | 238.5 (9.39)                                               | 222.6 (8.76)                                               | 200.8 (7.91)                                               | 2,323 (91.45)                                              |
| 平均降雨天数（≥ 0.5 mm）                                   | 18.0                                                       | 15.7                                                       | 15.8                                                       | 12.6                                                       | 13.1                                                       | 11.6                                                       | 9.3                                                        | 11.8                                                       | 13.2                                                       | 12.4                                                       | 15.6                                                       | 17.3                                                       | 166.4                                                      |
| 平均相對濕度（％）                                         | 75                                                         | 76                                                         | 77                                                         | 79                                                         | 81                                                         | 83                                                         | 80                                                         | 81                                                         | 79                                                         | 75                                                         | 76                                                         | 74                                                         | 78                                                         |
| 月均日照時數                                               | 52.8                                                       | 60.3                                                       | 88.1                                                       | 104.7                                                      | 142.3                                                      | 182.3                                                      | 257.9                                                      | 227.4                                                      | 180.9                                                      | 132.2                                                      | 86.0                                                       | 59.0                                                       | 1,573.9                                                    |
| 来源1：JMA (1991-2020)                                     |                                                            |                                                            |                                                            |                                                            |                                                            |                                                            |                                                            |                                                            |                                                            |                                                            |                                                            |                                                            |                                                            |
| 来源2：JMA (1991-2020)                                     |                                                            |                                                            |                                                            |                                                            |                                                            |                                                            |                                                            |                                                            |                                                            |                                                            |                                                            |                                                            |                                                            |

參照日本氣象廳與那國島測候所

### 海底遺蹟

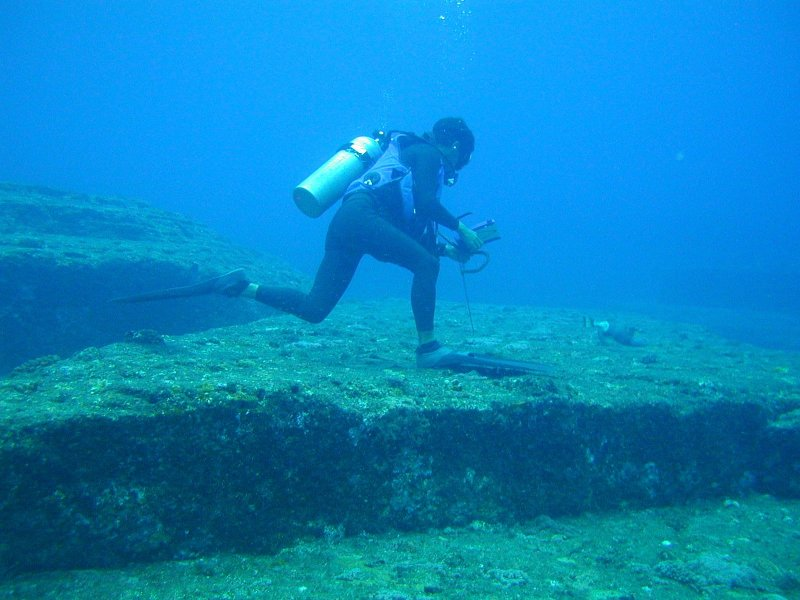
與那國島的海底遺跡

與那國島海底遺蹟包括了上一個冰河時期的遺蹟、陸生動植物的遺蹟以及鐘乳石的遺蹟，這些證據暗示海底的建築遺蹟可能有3000至10000年以上之久，甚至可能是世界上最古老的。
海底遺跡於1985年被發現，由探險家新嵩喜八郎偶然發現了非常奇特的、據說屬於姆大陆古文明的水下的建築結構遺跡。歷史及考古學在此之前對這些建築結構的存在並不知情。之後有一群由琉球大學的木村政昭指揮的研究人員也證實了這些遺蹟的存在。然而也有人對此結構是否為人造建築持懷疑的態度，認為這可能是自然形成的地形。此結構是否為人造目前尚無一致看法。

## 產業
島上產業包括農業、漁業、畜牧業及旅遊業。

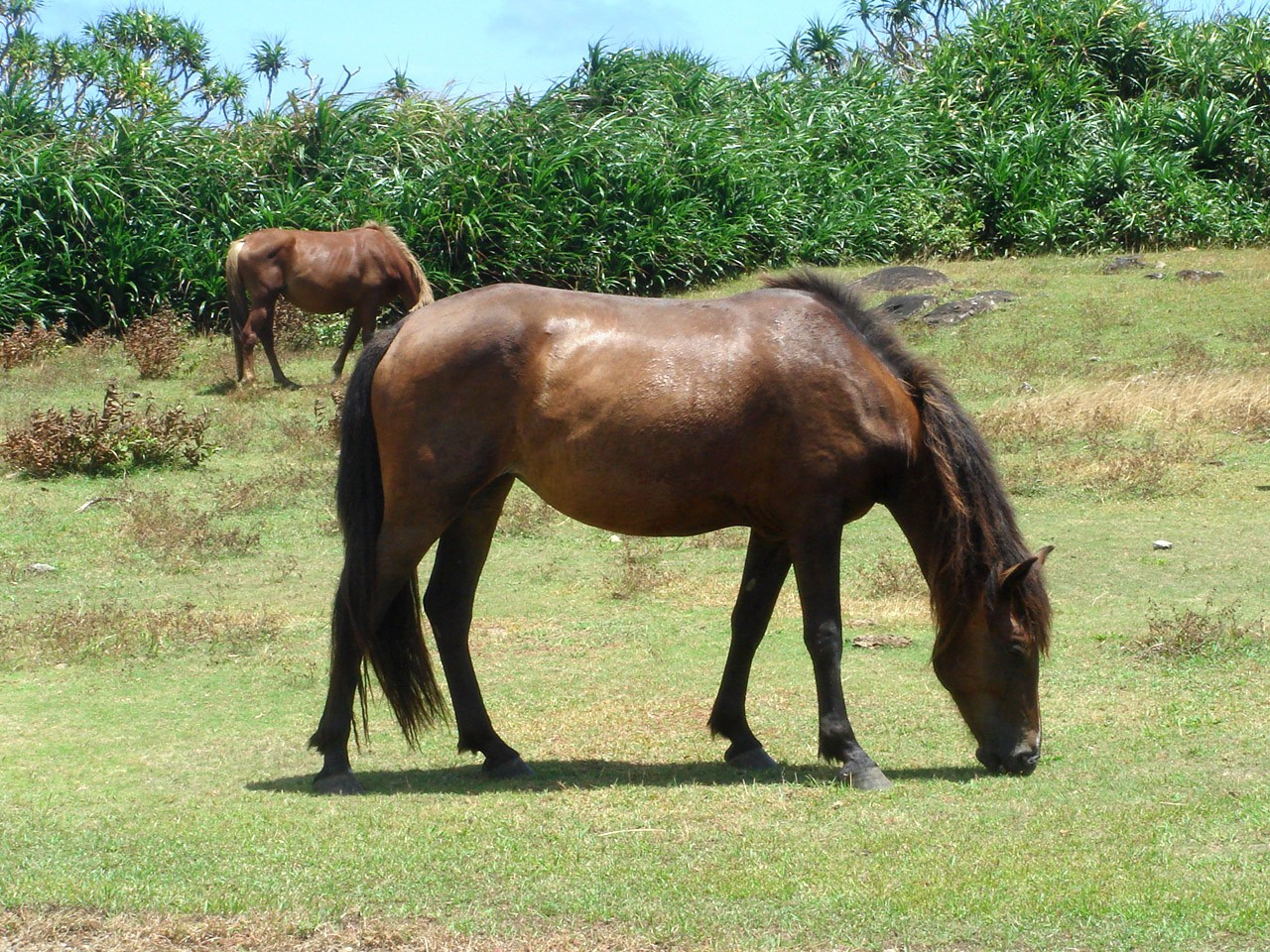
與那國馬

農業以秀貴甘蔗和水稻為主要作物。漁業方面除了捕撈漁業以外，比川附近也設有日本囊對蝦的養殖場。畜牧業方面，島的北側、南側、東側皆有牛馬放牧，當中的與那國馬是日本在來馬八種馬種之一，1969年被指定為與那國町的自然紀念物。牛以食用肉牛為主，與那國馬則被運用在觀光業上。
在旅遊業方面，與那國島雖然標榜為「日本最西之地」，每年來自本土的觀光客卻不是很多。沖繩公庫2017年的調查顯示：過去三年內曾有國內旅遊經驗的975名日本受訪者當中，只有13人曾經到訪過與那國島。調查顯示「費用過高」「移動時間過長」「交通不便」是離島旅遊面臨的三大障礙。自2004年起，與那國島積極推動與臺灣之間的交流，希望透過開放直航吸引臺灣觀光客來島上旅遊。
1985年與那國島海底地形發現後，亦有不少觀光客慕名而來，成為水肺潛水的一大景點。

### 花酒
泡盛在與那國町有三家廠家—「どなん」、「與那國」、「舞富名」，其出產之泡盛酒精度為120度（60%酒精），屬泡盛中最高。這些泡盛被稱之「花酒」，花酒多數被用於宗教典禮上，瓶身會以蒲葵葉子包裝而為其特色。

## 人文
- 除日語外，島上也使用稱為與那國語的琉球語方言。
- 與那國島和臺灣在二戰前往來頻繁，島上有些許在戰前或戰後初期移居至此的臺灣人。這些臺裔移民及其後代能說流利的日语和臺語，但多半不會說现代标准汉语；島上臺灣人也為了保存臺灣文化著手進行文化復興的工作。
- 與那國民俗資料館位於祖納附近，展示有與那國島獨特民俗的相關資料。[35]
- 因為地點偏遠，島上一直沒能接收日本本土的電視廣播訊號，據說在1964年東京奧運期間有島民成功用天線接收來自台灣的電視訊號，藉此收看奧運電視直播[36]。一直至1967年在與那國滿田原的島上信號接收中心的落成，才令島上居民可觀看到日本放送協會的頻道。
- 在2011年日本電視廣播全面數碼化之前，該島的居民基本上可以簡單的儀器，同時接收台日兩地的電視臺。而電臺調頻廣播也可以正常接收。

## 交通

### 機場
國內航班
與那國機場每日皆有三班航班往返新石垣機場、另有一班航班往返那霸機場。
國際航班
2008年在時任花蓮市市長蔡啟塔及與那國町町長外間守吉的積極推動下，復興航空開設花蓮至與那國之間的包機航線。2011年，交通部民用航空局曾一度完成規劃，預定自當年7月開放花蓮機場和與那國機場的直航班機，飛行時間約30分鐘。然而最終並無常態性航班；現今與那國島與臺灣兩地的空中運輸仍需透過高雄機場或桃園機場先行飛抵那霸或是石垣，再轉搭國內線航班至與那國町。

### 渡輪
國內航線
久部良港現今每週有两班渡轮往返石垣島，航程大约4小时30分钟。另有不定期航班往返那霸市。
國際航線
與那國島因與台灣地理位置相近，當地希望與台灣發展雙邊觀光，曾談及與蘇澳港、花蓮港的定期客輪直航，但截至目前並未有結果。
2012年4月29日，台灣水上摩托車協會在花蓮市及與那國島締結姊妹市三十周年期間，與花蓮縣花蓮市公所合辦慶祝活動，耗費五小時在太平洋航行一百五十公里，於下午三時抵達與那國島，此後在2019年的台日水上摩托車國際交流友好活動，亦在中華民國外交部東部辦事處促成下，取得日本石垣市政府和與那國町町公所正式回函同意，繞行石垣島再轉往與那國島。
2023年6月8日中華民國立法院長游錫堃在接受媒體採訪時表示，自7月4日將試辦與那國島和台灣宜蘭蘇澳港的船舶直航，增進兩地聯絡並推動觀光發展。在台日雙方努力下，同年7月4日，由游錫堃所率領的百人踩線團，搭乘南北之星2號交通船，上午9時從蘇澳港首次直航與那國島，不到二個小時抵達與那國島，當天返航游錫堃與日本眾議院議員古屋圭司從祖納港出發，17時抵達蘇澳進行訪問。6月12日，與那國町表示正在與日本中央政府申請海關、入國管理等措施，並計畫自2024年3月進行兩次花蓮及與那國島雙邊「高速交通船」試航，預計對象為雙邊政府關係人士共50人。

## 電影
電視劇日劇《小孤島大醫生》（Dr.コトー診療所）的拍攝地，片中的虛構島嶼「志木那島」就以與那國島為背景進行拍攝。電影版於2022年12月16日上映。
《國境之島的生與死》（Bachiranun）的拍攝地。導演東盛愛華（東盛あいか）本身是與那國島人。「Bachiranun」在『與那國島語』中意思是「永誌不忘」。本片獲得2021 日本 Pia 影展評審團大獎。本片使用的語言是『與那國島語』。

## 與台灣的關係

### 共同生活圈
與那國島在行政區劃上隸屬沖繩縣，但由於琉球群岛地形狹長破碎、島嶼遍佈，橫跨緯度之大，即便是沖繩首府那霸市也有500公里的距離，與位於日本中央政府所在地的東京都更是距離達2,000公里。相反的，與那國島因位處西南海域而與臺灣相當接近，兩地直線距離最短僅108公里；台灣日治時期同樣皆為大日本帝国領土的兩地遂形成共同生活圈，臺灣東部漁民會前往與那國島附近海域捕魚，而與那國居民則經常赴台經商、就醫和就學。
第二次世界大战結束後，琉球群島由美軍託管、臺灣則由中華民國政府接收統治，雖然兩地分屬不同政權，但仍然維持著相當程度的海上交易。然而，當美軍發現台灣、與那國之間的黑市、走私情形猖獗，使得琉球防務「後門洞開」，遂展開取締及嚴禁設限等法令措施，導致兩地貿易往來遭到切斷，也逐漸失去聯繫；與那國島的經濟也因之陷入衰竭，居民從全盛時期1947年的1.2萬餘人，到2013年6月僅餘1,500餘人。

### 姊妹市
與那國町與花蓮市在1982年締結為姊妹都市，島上中學生每年皆會至花蓮學校進行寄宿交流活動。2018年花蓮地震發生後，與那國島島民透過募款活動為花蓮市募得了440萬日圓捐款。在2020年的嚴重特殊傳染性肺炎疫情中，花蓮市向與那國島送去了口罩等醫療援助物資。

### 防空識別區重疊問題
當美軍將琉球行政權歸還日本時，以與那國島上空的東經123度線劃設台灣和日本的防空識別線，並沿用至今。也就是說，與那國島西半部2/3至台灣之間的空域是中華民國防空識別區（ADIZ），東半部1/3是日本的防空識別區，導致日本領空卻是台灣防空識別區的狀況發生。所以日本客機在降落與那國機場時需通過台灣的防空識別區，從石垣島方向飛來的飛機，必須先進入台灣的防空識別區再降落於島上。
《產經新聞》於2010年5月27日報導，日本政府希望能夠修改位於與那國島上空的台日防空識別區界線，使日方的防空識別區擴大至該島外海較靠近台灣一側的上空，預定於2010年6月中旬進行修改作業，並透過日本交流協會與中華民國外交部連繫，希望透過外交管道進行防空識別區修改的交涉。但中華民國政府在外交部、交通部和國防部等多方研議後，決定不接受日方提議，維持原有辨識區劃分。

### 「國境交流特區」構想
2004年6月，與那國町召開「與那國島未來發展的意見交換會」，推動舉辦全面性的自決性公民投票，提出親台主張並向東京中央政府提出「與那國和台灣的國境交流」直航等構想。2005年4月5日通過「與那國島獨立決議」，發表「自立自治」宣言，並提出和台灣發展經貿關係，成為特殊的「國境交流特區」，進而發行特區護照、與花蓮發行共通貨幣、災害互助協定的構想，其中包括四點主張：
1. 發行與那國島本身使用的獨立护照。（稱為「國境交流特區專用護照」）
2. 和姊妹市花蓮市發行共同流通之貨幣。
3. 與花蓮港直航。
4. 台灣人民到與那國免簽證免證照查驗。

但此主張遭日本中央政府反對後，最終認為無法執行。此後與那國町便改為加強與姐妹市花蓮市的交流，於2007年5月28日在花蓮成立「與那國駐花蓮市連絡辦事處」，其功能包括：與花蓮市公所的對口單位、與那國町民的領事業務、通商經濟代表處、旅遊宣傳。

## 外部連結
- 与那国町役場 （页面存档备份，存于）
- 与那国島観光案内 （页面存档备份，存于） - 与那国町商工会
- 与那国島 （页面存档备份，存于） - DOR39（沖縄39離島観光情報サイト）
- 与那国島 （页面存档备份，存于） - 八重山物語（石垣市経済振興公社）
- 与那国島 （页面存档备份，存于） - おきなわ物語（沖縄観光コンベンションビューロー）
- 与那国島 （页面存档备份，存于） - リトハク（沖縄観光コンベンションビューロー）